# Frantisek Zvardon
František Zvardoň, né le 20 juin 1949 à Petrvald (République Tchèque) et mort le 12 novembre 2024 à Ittenheim,, est un photographe, reporter, vidéaste. Il est de nationalité franco-tchèque. Formé à la Grande École « Vytvarné Fotografie » à Brno,, František Zvardoň illustre plus de 300 livres, et est l'auteur de 35 livres.  Il travaille avec de nombreux magazines et éditeurs du monde entier. Il réalise également des photos industrielles et urbaines, principalement pour l'édition. František Zvardoň est installé depuis 1985 à Strasbourg en Alsace

## Biographie
Après la Grande École d'Art de photographie à Brno,, et de philosophie à Prague, il travaille comme responsable de l'atelier photo dans l'usine Ostroj à Opava, puis comme responsable  des ateliers à Ostrava en 1982 et comme photographe « Rude Pravo Faximile » en 1984-1985. Récompensé par le prix de l'UNESCO à Vancouver en 1983,, il se trouve en difficulté avec le régime Tchécoslovaque de l'époque. 
En 1987, Frantisek émigre en France et demande l'asile politique. Il rejoint la Maison des artistes à Paris comme photographe-auteur de 1987 jusqu'à ce jour. En 1989, il réalise son premier reportage à Berlin puis à Instanbul en Turquie pour le Carrefour de Littérature à Strasbourg. Par la suite, il effectue de nombreux reportages dans le monde pour des magazines et différentes éditions,. Il se rend dans 52 pays pour réaliser les photos publiées dans le livre Bible 2000 en 18 volumes et 5 langues aux Éditions du Signe.  Ses voyages en Éthiopie à partir de 2006 lui permettent de publier deux ouvrages, Surma en 2006 et Éthiopie Instants Éternels en 2011, livre en noir et blanc de 383 pages.  Il est également l'auteur d'une œuvre vidéo Inferno avec le compositeur Yann Robin, présentée à « Musica » (Festival International de Musique Contemporaine) à Strasbourg en 2015 et à Lille en 2017. 

## Distinctions
- Prix UNESCO « A better way to live », Vancouver 1976
- Prix AGFA Gevaert, Leverkusen 1983
- Prix Nikon Photo Contest international, Tokyo 1983
- Prix Olympus, Tokyo 1990
- Prix PNUE pour l'environnement, New-York 1996
- Grand Prix de l'Académie d’Alsace 2019[10],[11]

## Publications
- On my own, 1990, Édition On my Own  (ISBN 2950651305)
- Vache, 1992, Édition Mise au Green  (ISBN 978-2-909464-00-8)
- Les routes du lait, collectif 1994, Éditions Contrejour  (ISBN 2859491589)
- Paysages humains, 1996, Éditions du Signe  (ISBN 2877183912)
- Bible 2000, 18 volumes, 1996-1998, Éditions du Signe  (ISBN 287718-314-9)
- Alsace Dialogue du paysage, 2000, Éditions Castor & Pollux  (ISBN 2-912756-43-X)
- Empreinte du temps, 2004, Musée national d'Opava  (ISBN 80-239-2876-7)
- L'Alsace de Zvardon, 2005, Éditions Carré Blanc  (ISBN 2-84488-075-4)
- Surma (Éthiopie), 2006, Édition Castor & Pollux  (ISBN 2-350080102)
- Petra Werlé - Histoires naturelles, 2007, Éditions Castor & Pollux  (ISBN 978-2-35008-011-6)
- Bleu de Terre, 2008, Édition Carré Blanc  (ISBN 978-2-84488-103-8)
- Le Bas-Rhin, 2008, Édition Le Verger (ISBN 978-2-84574-077-8)
- Strasbourg (60e anniversaire de l’OTAN) 2009, Éditions Carré Blanc  (ISBN 978-2-84488-178-6)
- Les Alsaciens, 2009, Édition La Nuée Bleue  (ISBN 978-2-7165-0594-9)
- La route des vins d’Alsace, 2010, Éditions du Signe  (ISBN 978-2-7468-2428-7)
- Chemins de Saint-Jacques-de-Compostelle, 2010, Éditions du Signe  (ISBN 978-2-7468-2931-2)
- Petra Werlé - De la nature des choses, 2010, Éditions Castor & Pollux  (ISBN 2350080404)
- Au fil du Rhin, 2010, Édition La Nuée Bleue  (ISBN 978-2-7165-0778-3)
- Metz, 2010, Éditions Carré Blanc  (ISBN 978-2-84488-123-6)
- Éthiopie Instants éternels, 2011, Édition On my Own  (ISBN 979-10-90607-00-2)
- Au-dessus des châteaux de France, 2012, Éditions du Signe  (ISBN 978-2-7468-2766-0)
- Au-dessus des parcs et jardins de France, 2013, Éditions du Signe  (ISBN 978-2-7468-2740-0)
- Alsace Panorama, 2013, Édition Nuée Bleue  (ISBN 978-2-7165-0830-8)
- L'excellence en Alsace, 2014, Éditions du Signe  (ISBN 978-2-7468-3216-9)
- Aurora Borealis, 2015, Éditions du Signe  (ISBN 978-2746833593)
- Secrets de cathédrale, 2015, Éditons du Signe  (ISBN 978-2-7468-3304-3)
- Un port au cœur de la ville, 2016, Éditions du Signe  (ISBN 978-2-7468-3315-9)
- Silences d’Alsace, 2017, Éditions du Signe  (ISBN 978-2-7468-3558-0)
- Lalique, l’art de la main, 2018, Éditions du Signe  (ISBN 978-2-7468-3634-1)
- Wissembourg et ses secrets, 2018, Éditions du Signe  (ISBN 978-2-7468-3637-2)
- Notre-Dame-de-Paris - Au carrefour des Cultures, 2018, Éditions du Signe  (ISBN 978-2-7468-3667-9)
- Hagueneau et ses secrets, 2018, Éditions du Signe  (ISBN 274683636X)
- Sanctuaire Notre-Dame du Laus, 2019, Éditions du Signe  (ISBN 978-2-7468-3708-9)
- Notre-Dame de Paris l’éternelle, 2019, Éditions du Signe  (ISBN 978-2-7468-3816-1)
- Saverne et ses secrets, 2019, Éditions du Signe  (ISBN 978-2746838482)
- Notre-Dame de la Garde, Marseille, 2019, Éditions du Signe  (ISBN 2746836874)
- Basilique Sainte-Marie-Madeleine, 2019, Éditions du Signe  (ISBN 978-2-7468-3689-1)
- Le champ de feu, 2019, Éditions du Signe  (ISBN 2746837439)
- Hunspach l’authentique, 2020, Éditions du Signe  (ISBN 2746840731)
- Secrets de la Légion étrangère, 2022, Éditions du Signe  (ISBN 2746843056)
- Œuvre Vidéo Inferno, projetée en 2015 à l'ouverture du festival Musica pour sa 33e édition (Festival international de musique contemporaine) avec l'orchestre symphonique de Freiburg-in-Brisgau (Allemagne), Musique Yann Robin.